# Archonte (gnose)
Pour les articles homonymes, voir Archonte.
Les Archontes sont, dans le Gnosticisme et les religions étroitement liées à lui, les constructeurs de l'univers physique. Parmi les Archontie, Ophites, Séthiens et dans les écrits de Bibliothèque de Nag Hammadi, les archontes sont des dirigeants, chacun étant lié à l'une des sept planètes ; ils empêchent les âmes de quitter le royaume matériel. La connotation politique de leur nom reflète le rejet du système gouvernemental, comme imparfait sans chance de véritable salut. Dans le Manichéisme, les Archontes sont les dirigeants d'un royaume au sein du « Royaume des Ténèbres », qui forment ensemble le Prince des Ténèbres.

## Hebdomadaire
Un trait caractéristique du concept gnostique de l'univers est le rôle joué dans presque tous les systèmes gnostiques par les sept archontes créateurs de monde, connus sous le nom d’Hebdomadaire (ἑβδομάς). Ces Sept sont dans la plupart des systèmes des pouvoirs semi-hostiles, et sont considérés comme les dernières et les plus basses émanations de la Divinité; au-dessous d'eux - et souvent considéré comme procédant d'eux - vient le monde des puissances réellement diaboliques. Il existe en effet certaines exceptions; Basilide a enseigné l'existence d'un "grand archonte" appelé Abraxas qui a présidé 365 archontes.
De toute évidence à partir d'œuvres telles que « Apocryphe de Jean », « Diagrammes d'Ophite », « Sur l'origine du monde » et « Pistis Sophia », les archontes jouent un rôle important dans la cosmologie gnostique. Se référant probablement à l'origine aux daimons grecs des planètes, dans le gnosticisme, ils sont devenus les dirigeants démoniaques du monde matériel, chacun associé à une sphère céleste différente. En tant que dirigeants du monde matériel, ils sont appelés ἄρχοντες (archontes, « principautés » ou « dirigeants »). Comme pour l'astronomie antique, qui pensait à une sphère d'étoiles fixes, au-dessus des sphères des sept planètes, au-delà des sphères des méchants archontes (l’Hebdomadaire), il y avait les régions supercelestiales qu'une âme doit atteindre par gnosis pour échapper à la domination des archontes. Cet endroit est considéré comme la demeure de Sophia (Sagesse) et Barbelo, également appelée « Ogdoad ».

## Dénomination et associations

### Chez les Ophites
Les Ophites ont accepté l'existence de ces sept archontes (Origène,  Contra Celsum , vi.31; une liste presque identique est donnée dans  Sur l'origine du monde ):
- Yaldabaoth, appelé aussi Saklas et Samael
  - Saturne.
  - Nom féminin: Pronoia (prévoyance) Sambathas, "semaine".
  - Prophètes[6]: Moïse, Josué, Amos, Habacuc.
  - De l'hébreu   yalda bahut,  "Enfant du Chaos"? Le plus extérieur qui a créé les six autres, et donc le chef des gouverneurs et Démiurge « par excellence ». Appelé "le lion face", "leontoeides".
- 'Iao' 
  - Jupiter.
  - Nom féminin : Seigneurie.
  - Prophètes : Samuel, Nathan, Jonas, Michée.
  - Peut-être de Yahu, Yahweh, mais peut-être aussi du cri magique « iao » dans les Mystères.
- Sabaoth
  - Mars.
  - Nom féminin: Déité.
  - Prophètes: Élie, Joël, Zacharie.
    - La phrase Ancien Testament  Yahweh sabaoth ou « Jéhovah des armées » était considérée comme un nom propre, d'où Jupiter Sabbas.
- 'Astaphanos' , ou  'Astaphaios' 
  - Vénus.
  - Nom féminin: Sophia.
  - Prophètes: Esdras, Sophonie.
  - Astraphaios est sans aucun doute la planète Vénus, car il y a des gemmes gnostiques avec une figure féminine et la légende ASTAPHE, dont le nom est également utilisé dans les sorts magiques comme le nom d'une déesse.
- 'Adonai os' 
  - Le soleil.
  - Nom féminin: Kingship.
  - Prophètes: Isaïe, Ézéchiel, Jérémie, Daniel.
  - Du terme hébreu pour "le Seigneur", utilisé par Dieu; Adonis des Syrie ns représentant le soleil d'hiver dans la tragédie cosmique de Tammuz. Dans le système Mandéen, Adonaïos représente le Soleil.
- 'Elaios' , ou  'Ailoaios' , ou parfois  'Ailoein' 
  - Mercure.
  - Nom féminin: Jalousie.
  - Prophètes: Tobias, Aggée.
  - De Elohim, Dieu (El).
- 'Horaios' 
  - La lune.
  - Nom féminin: Richesse.
  - Prophètes: Michaiah, Nahum.
  - De Jaroah? ou « léger »? ou Horus?

### Dans le gnosticisme hellène
Dans la forme hellénisée du gnosticisme, tous ou certains de ces noms sont remplacés par des vices personnifiés. Authadia (Authades), ou Audacity, est la description évidente de Yaldabaoth, le présomptueux Démiurge, qui a la face de lion en tant qu'Archon Authadia. Des archontes Kakia, Zelos, Phthonos, Errinnys, Epithymia, le dernier représente Vénus. Le nombre sept est obtenu en plaçant un proarchon ou un chef archon à la tête. Il est clair que ces noms ne sont qu'un déguisement pour le Sancta Hebdomas, car Sophia, leur mère, conserve le nom de Ogdoad, « Octonatio » ». Parfois, comme chez les Naassènes, on rencontre l'archonte « Esaldaios », qui est évidemment le El Shaddai de la Bible, et il est décrit comme l'archonte « numéro quatre » ( harithmo tetartos).
Dans le système des Gnostiques mentionné par Epiphane nous trouvons, comme les Sept Archontes,
- Iao
- Saklas (le principal démon du manichéisme)
- Seth
- David
- Éloiein
- Elilaios (probablement lié à Enlil, le Bel de Nippur, l'ancien dieu de Babylone ia)
- Yaldabaoth (ou no 6 Yaldaboath, no 7 Sabaoth)

Le dernier livre de la « Pistis Sophia » contient le mythe de la capture des archontes rebelles, dont les chefs apparaissent ici au nombre de cinq.
- Paraplex
- Hekate
- Ariouth (femmes)
- Typhon
- Iachtanabas (mâles)

## Dans la culture populaire
- Le thème des "flyers" de Carlos Castaneda, particulièrement évoqué dans son dernier livre Le voyage définitif, a été rapproché des archontes gnostiques[8].
- La domination archontique (les "faux-dieux") sur l'humanité enfermée dans une matrice est le thème principal de l'auteur Roch Saüquere dans son livre Vivre et mourir dans la matrice artificielle[9].
- Le fondateur de l'anthroposophie Rudolf Steiner évoque les asuras aux caractéristiques semblables aux archontes.